# 藤田嗣章
藤田嗣章（日语：ふじた つぐあきら，1854年—1941年）日本陸軍軍人，軍醫。大正元年（1912年）9月28日接替森鷗外任陸軍中將軍醫總監，任內退伍，獲勳一等功三級金鵄勳章。亦曾任日軍臺灣守備混成旅團軍醫部長。
明治31年（1898年），於台灣北投溫泉區創設「臺北陸軍衛戍療養院北投分院」（現為三軍總醫院北投分院）。明治43年（1910年），出任朝鮮總督府醫院長。

## 家庭
- 喜久子
- 康子
- 子藤田嗣雄（法制学者・上智大学教授），娶陸軍大將兒玉源太郎的第三女モト/元子（1895年 - 1986年）。
- 第四子藤田嗣治（1886年11月27日 - 1968年1月29日），是在日本出生的畫家、雕刻家。